# Thohoyandou

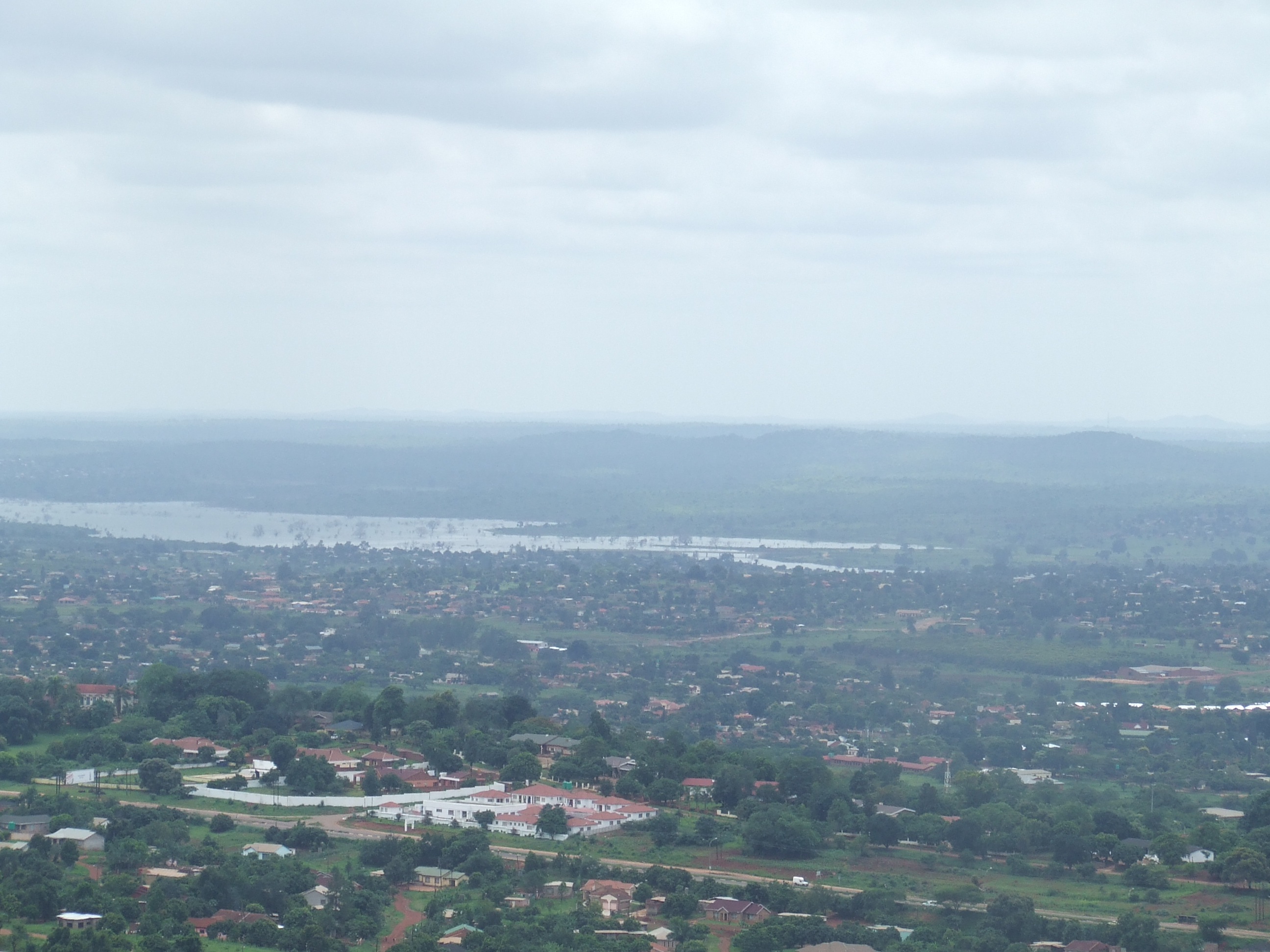
Vista da cidade

Thohoyandou é uma cidade na província de Limpopo, África do Sul. É o centro administrativo do Município Distrital de Vhembe e do Município Local de Thulamela. Também é conhecida por ser a antiga capital do bantustão Venda. No censo de 2011 sua população total foi estimada em 69 453 habitantes, sendo mais de 600 mil no município como um todo.